# GE日立ニュークリア・エナジー
GE日立ニュークリア・エナジー（ジーイーひたちニュークリアエナジー、英: GE Hitachi Nuclear Energy）は、原子炉と原子力サービスを行う企業。2007年の6月に米国のゼネラル・エレクトリック社と日本の日立製作所の提携によって設立された。本社はノースカロライナ州ウィルミントン。なお、日本法人は日立GEニュークリア・エナジーとなっている。
GE日立はGEと日立が6：4で株式を保有しており、日立GEは日立とGEが8：2の割合で株式を保有している。

## 歴史
- 1955年 GEが原子力部門を設立。
- 1957年 GE初の民間財源の原子炉がヴァレシトス原子力センター（英語版）で商用に電力を提供する。
- 1957年 日立が原子力開発部を設立。
- 1961年 日立の自社用の研究炉が完成。
- 1997年 GEと日立が提携。
- 1997年 改良型沸騰水型軽水炉（ABWR）の設計がNRCに認可される。
- 2005年 NRCに高経済性単純化沸騰水型原子炉（ESBWR）の設計を提出。
- 2007年 設立。

## 原子炉
改良型沸騰水型軽水炉（ABWR）は世界で最初に運用された軽水型の第3世代原子炉である。NRCはGE日立のABWR認可の更新のための請願を受理している。
第3世代+級の原子炉設計である高経済性単純化沸騰水型原子炉（ESBWR）は前向きな安全評価報告を受けており、2011年3月には最終設計認証を受け、2011年9月にはNRCのライセンスの取得が期待されている。  
また、液体ナトリウムを冷却材として使う第4世代原子炉、PRISM（Power Reactor Innovative Small Modular、革新型小型モジュール炉）を開発中である。

## 原子力サービス
原子炉の老朽化と世界的なエネルギー生産増加の要求に伴って、GE日立は原子炉の高性能化、出力増加、長寿命化に向けた広い範囲の様々なサービスを提案している。

## 燃料サービス
GE日立の燃料サイクル事業は、安定的な燃料生産を供給しており、世界の消費団体に向けてサービスを行っている。

## 註
1. ↑  http://www.ge-energy.com/content/multimedia/_files/downloads/geh_glance.pdf
2. ↑  https://www.hitachi.co.jp/New/cnews/month/2012/03/0330d.html
3. ↑  http://federalregister.gov/a/2011-3734
4. ↑  “GE Hitachi Nuclear Energy’s ESBWR Reactor Design Receives NRC’s Final Design Approval, Clearing The Way For Global Sales”. The Street. (2011年3月9日) 2011年3月12日閲覧。
5. ↑  http://www.nrc.gov/reactors/new-reactors/design-cert/esbwr/review-schedule.html